# 양화초등학교
양화초등학교는 대한민국 충청남도 부여군 양화면 족교리에 있는 공립 초등학교이다.

## 학교 연혁
- 1930년 7월 10일 양화공립보통학교 개교(4년제 2학급)
- 1947년 12월 25일 시음국민학교 승격 분리
- 1964년 10월 10일 입포국민학교 승격 분리
- 1994년 3월 1일 시음국민학교 분교 편입
- 1994년 3월 1일 농촌형 급식학교 운영
- 1996년 3월 1일 양화초등학교로 개칭
- 1997년 3월 1일 시음분교 통페합
- 1998년 3월 1일 농어촌 학교 지정
- 2007년 3월 1일 입포초등학교 통페합
- 2015년 2월 12일 제82회 졸업
- 2015년 3월 1일 6학급 편성, 병설유치원(1학급)
- 2015년 3월 1일 제37대 송정숙 교장 부임
- 2017년 2월 10일 제84회 4명 졸업(총 졸업생 6313명)
- 2017년 3월 1일 초등 6학급, 병설유치원 1학급 편성

## 참고 자료
- 양화초등학교 - 한국교육학술정보원 학교알리미